# Ondrej Rigo
Ondrej Rigo (* 17. Dezember 1955 in Modra; † 14. Juni 2022 in Trenčín) war ein slowakischer Serienmörder, der in einem Zeitraum von knapp zwei Jahren, zwischen Juni 1990 und März 1992 neun Menschen in drei Staaten – Deutschland, den Niederlanden und der Slowakei – ermordete. Er gilt als schlimmster Serienmörder in der Geschichte der Slowakei.

## Leben

### Frühes Leben
Das frühe Leben von Ondrej Rigo ist nur fragmentarisch überliefert. Er gehörte der Volksgemeinschaft der Roma an und hatte mehrere Geschwister. Die Kinder wuchsen jedoch in einem Elternhaus auf, in dem der Vater mehrmals wegen Wohnungs- und Hauseinbrüchen verhaftet wurde. Später wurde dieser bei einem versuchten Einbruch erschossen. Im Alter von 14 Jahren beging Ondrej Rigo die ersten Straftaten, da er 1969 erstmals in einem Jugendgefängnis einen Jugendarrest verbüßen musste. Später wurde Rigos Eltern das Sorgerecht über die Kinder entzogen, so dass sie in ein Haus der Fürsorge aufgenommen werden mussten. Über Rigos Leben in den 1970er und 1980er Jahren ist wenig bekannt. Er absolvierte seinen Militärdienst in der Tschechoslowakischen Armee und hatte eine Lehre zum Installateur abgeschlossen. Er war verheiratet und Vater einer Tochter. Doch lebte sich das Ehepaar rasch auseinander. Während Ondrej Rigo nach Bratislava zog, wählte seine Frau Poprad als neue Heimat. Später soll er ein zweites Mal geheiratet haben, doch über seine zweite Ehefrau ist nichts bekannt.
Als junger Mann soll Rigo elfmal wegen Wohnungs- und Hauseinbrüchen verhaftet und mehrere Male inhaftiert worden sein. Seinen letzten Gefängnisaufenthalt vor der Mordserie verlebte er vom 28. September bis zum 8. Dezember 1989, da er ohne Genehmigung der kommunistischen Behörden die Tschechoslowakei verlassen hatte. Kurz danach fiel der Eiserne Vorhang.
Einen Tag nach seiner vom Staatspräsidenten Václav Havel erteilten Amnestie, am 9. Dezember 1989, reiste er ohne gültige Papiere und ohne einen Reisepass nach Österreich ein. In Wien legte er sich einen gefälschten jugoslawischen Reisepass mit dem falschen Namen Nedo Ikic zu. Mit diesem fuhr er weiter in Richtung Deutschland. In Bayern angekommen suchte Rigo Anfang Januar 1990 mit dem gefälschten Dokument um Asyl an. Doch die deutschen Behörden erkannten die Fälschung und nahmen Rigo fest. Er verbrachte danach rund zwei Monate wegen Dokumentenfälschug in einem Gefängnis in Bad Reichenhall. Unmittelbar bevor er aus Deutschland hätte abgeschoben werden sollen, gelang ihm die Flucht aus Neufahrn bei Freising, wo sich das Abschiebezentrum befand, nach München.

### Mordserie
Wo sich Rigo im Frühling und Frühsommer 1990 in München aufhielt, vor allem, wo er gewohnt hatte, konnte nie geklärt werden, allerdings beging er mehrfachen Wohnungs- und Hauseinbrüche. Dabei ging er immer nach demselben Modus operandi vor. Die Einbrüche ereigneten sich stets nachts oder in den frühen Morgenstunden. Um keine Fingerabdrücke zu hinterlassen, trug Rigo stets Socken an seinen Händen. Allerdings zündete er sich an den Tatorten oft während der Taten eine Zigarette an, hinterließ die Stummel und auf diese Weise auch seine DNA.
In München beging Rigo auch seinen ersten Mord, als er in der Nacht auf den 8. Juni 1990 über das teilweise geöffnete Fenster in das im Erdgeschoss befindliche Schlafzimmer der 40-jährigen Helena S. einstieg. Hier fiel er aus nicht näher bekannten Gründen über die schlafende Frau her und erschlug sie mit einer 2,5 Kilogramm schweren Metallstange, die er mitgebracht hatte. Danach wickelte er den Leichnam in eine Bettdecke und verging sich sexuell an der Toten. Zuletzt nahm er einige Wertgegenstände, die er tragen konnte, an sich und verließ den Tatort. Die Metallstange wurde im Rasen unter dem Fenster des Schlafzimmers gefunden.
Rigo konnte danach rund eineinhalb Monate in München zubringen, ohne von der Polizei als Täter überführt zu werden. In der Nacht auf den 1. August 1990, stieg er über die offene Balkontür in das Schlafzimmer der 28 Jahre alten Ilke Z. ein, erschlug sie erneut mit einer Metallstange und verübte post mortem Geschlechtsverkehr. Während der Tat stach er mehrmals mit einem Schraubenzieher in den Nackenbereich des Opfers ein. Mit einer Halskette des Opfers sowie einigen Mark an Beute gelang Rigo die Flucht.
Ilke Z. war das letzte Opfer auf deutschem Boden. Rigo verließ Deutschland mit dem Ziel der niederländischen Hauptstadt Amsterdam, wo seine Schwester lebte und bei der er für wenige Wochen Unterschlupf finden konnte. In Amsterdam tötete Rigo sein drittes Opfer, das einzige in den Niederlanden. Dabei handelte es sich um die 58-jährige Maria van der W., die in der Nacht auf den 27. September 1990 die Balkontür angelehnt hatte. Rigo drang in die Wohnung ein und tötete sein Opfer mit einem 5,5 Kilogramm schweren Pflasterstein, den er auf der Straße vor dem Haus gefunden hatte. Erneut verging er sich an seinem Opfer. Mit einer Frauenuhr, einer Kamera und zwei Schatullen mit Münzen, die Maria van der W. gesammelt hatte, als Beute, verließ Rigo den Tatort nachdem er zuvor in der Küche des Opfers einen Sliwowitz getrunken hatte.
Ende September / Anfang Oktober 1990 kehrte Rigo nach Bratislava zurück. In der Hauptstadt der Slowakei ermordete er ab dem 6. Oktober 1990 sechs seiner neun Opfer. Dabei drang er auch in ein Pflegeheim für Senioren ein. Am 6. Oktober 1990 schlief die 88-jährige Terézia R. in ihrem Zimmer in einem Pflegeheim in der Pažítková-Straße, als Rigo über die Balkontür Zugang zur Wohnung gelang. Mit bloßen Händen schlug er R. zu Boden und tötete auf diese Weise die Rentnerin. Erneut verübte er an der Toten Geschlechtsverkehr. Einige wertvolle Gebetbücher, ein Rosenkranz und 4000 Slowakischen Kronen waren Rigos Beute. Unter dem Balkon von Terézia R. faden Ermittler auch einige niederländische Münzen, womit man später auch Rigo als international agierenden Serientäter und Mörder von Maria van der W. in Verbindung bringen konnte.
Nach einer rund dreimonatigen Pause schlug Ondrej Rigo am 3. Januar 1991 erneut zu. Die 40-jährige Anna W. und ihr 14 Jahre alter Sohn Juraj N. schliefen gerade im Erdgeschoss einer Jugendherberge, als Rigo über ein Fenster in den Raum eindrang. Anna W. versuchte verzweifelt, ihren Sohn zu schützen, doch sowohl ihn als auch seine Mutter erschlug Rigo mit einer mitgebrachten Holzstange. Im Anschluss an die Tat missbrauchte er Anna W.
Nur sechs Tage nach dem Doppelmord, am 9. Januar 1991, wollte Rigo erneut einen Menschen töten. Nachdem er zuvor über ein kleines Fenster in ein Wohnhaus eingedrungen war und er aber feststellen musste, dass er sich in einem abgeschlossenen Lagerraum befand, machte er kehrt und drang wenige hundert Meter entfernt mit Hilfe einer Leiter in die Wohnung der 31 Jahre alten Jana B. ein. Bereits nach dem ersten Schlag gegen ihren Kopf, den Rigo mit dem Holzstiel einer Hacke ausführte, erwachte Jana B. Da sie erst vor kurzem eingeschlafen war, konnte sie rasch reagieren, ein Umstand, der ihr als einziger der Frauen das Leben rettete. Sie sprang instinktiv aus dem Bett; es entbrannte ein verzweifelter Kampf ums Überleben. Da Jana B. Karate-Unterricht nahm, konnte sie sich effizient verteidigen. Der Kampf, der durch mehrere Räume der Wohnung ausgetragen wurde, endete in der Küche. Hier gelang es Jana B. Rigo durch einen Griff in den Intimbereich derart zu verletzen und abzuschrecken, dass dieser von ihr ablassen musste und die Flucht aus der Wohnung ergriff. Obwohl Nachbarn den Kampflärm mitbekommen hatten, nach Rigos Flucht der schwer verletzten Jana B. zur Hilfe eilten und die Polizei verständigten, konnte Rigo entkommen. Jana B. erholte sich rasch vom Mordversuch. Sie blieb noch für mehrere Jahre in der Wohnung, unterstützt durch einen Hund.
Rund vier Monate nach dem Mordversuch drang Rigo am 25. April 1991, in der Nähe der Wohnung von Jana B. durch ein Fliegengitter in die Wohnung der 79 Jahre alten Helena N. ein, die er mit einem Stück Beton tötete.
In der Nacht auf den 14. Juli 1991 konnte die 22 Jahre alte Henrietta O. nicht schlafen. Sie saß gerade in ihrem Zimmer und spielte Gitarre, als durch ein Fenster, welches Henrietta O., bedingt durch die Sommerhitze, geöffnet hatte lassen, Rigo eindrang. Dieser fiel über die wehrlose Frau her, schlug sie zu Boden und vergewaltigte sie. Danach floh er mit einigen kleinen Habseligkeiten vom Tatort. Henrietta O. überlebte zunächst den Angriff, doch starb sie 18 Tage später im Krankenhaus an ihren schweren Verletzungen. Ihre Großmutter hatte zwar im Nebenraum geschlafen, allerdings war diese beinahe taub und hatte vom Angriff auf ihre Enkeltochter nichts mitbekommen.
Nach dem Mord an Henrietta O. legte Rigo rund acht Monate eine Pause ein. Zu jener Zeit hatte er eine Freundin kennengelernt; Polizisten vermuteten später, es habe ihm Schwierigkeiten bereitet, das Doppelleben vor der Frau geheim zu halten. Auch sollte der Umstand, dass er einen Job als Hausmeister in einem Hotel in Bratislava angenommen hatte, bei dem er auch nachts arbeiten musste, eine Rolle gespielt, dass die Mordserie pausierte.
Am Abend des 3. März 1992 besuchte Rigo zusammen mit seiner Freundin eine Kinovorstellung, als er sich bei ihr entschuldigte. Er habe noch etwas zu erledigen, meinte er. Mit einem Bus fuhr er in die Innenstadt und drang danach über eine Veranda in die Wohnung der 67 Jahre alten Matilda U. ein, die er, während sie schlief, ermordete. Sie war das letzte Opfer der Mordserie.
Ob Rigo auch für ein zehntes Todesopfer Anfang der 1990er Jahre verantwortlich war, konnte nicht zweifelsfrei festgestellt werden. Dabei wurde eine Frau von ihrem Sohn tot erstochen in ihrem Schlafzimmer aufgefunden. Da keine eindeutigen Spuren auf Ondrej Rigo als Täter hindeuten, blieb der Fall zumindest bis 2018 ein so genannter Cold Case.

### Verhaftung, Prozess und Tod
Nur wenige Stunden nach der Ermordung von Matilda U. wurde Ondrej Rigo am Morgen des 4. März 1992 an seinem Arbeitsplatz, dem Hotel Carlton am Hviezdoslavovo námestie festgenommen. Die Polizei hatte ihn in den vergangenen Monaten verdeckt observiert, man nahm an, er wäre der Serienmörder. Obwohl seine Arbeit in einem der gehobenen Hotels der Hauptstadt einen gewissen Dresscode verlangte, trug er am Morgen des 4. März 1992 keine Socken. Diese wurden am Tatort von Matilda U. sichergestellt, wie andere Beweismittel an anderen Tatorten, darunter DNA- und Spermaspuren.
Ondrej Rigo gab an, das Blut an seinen Kleidern wäre entweder Sirup oder Rotweinflecken, nicht wissend, dass eine DNA-Analyse bereits Anfang der 1990er existierte, mit denen man diese Behauptung rasch widerlegen konnte. Die Habseligkeiten der ermordeten Frauen, die man in Rigos Besitz finden konnte, hätte er nach Besuchen in Bordellen und Laufhäusern von den Prostituierten. Weiters behauptete er, er habe zufällig vor den Fenstern der Opfern geraucht. Auf diese Weise wären die Zigarettenstummel in die Wiese gelangt. Bei einer Gegenüberstellung mit Jana B., der einzigen Überlebenden der Mordserie, konnte sie Rigo eindeutig als Täter benennen.
Im Herbst 1994 begann in Bratislava der Prozess gegen Ondrej Rigo. Die Anklageschrift wie auch die Akten der Beweismittel umfassten rund 5.500 Seiten. Der Prozess, bei dem rund 190 Zeugen, unter ihnen auch Deutsche und Niederländische vernommen wurden, nahm zehn Tage in Anspruch. Ondrej Rigo wurde am 7. Dezember 1994 zu einer lebenslangen Freiheitsstrafe in einem Gefängnis der maximalen Sicherheitsstufe verurteilt. Da er während des Prozesses und auch danach stets seine Unschuld beteuerte und er zu keiner Zeit ein Unrechtsbewusstsein an den Tag legte, nahm er das Urteil zunächst gelassen hin. Rigo meldete Berufung gegen das Urteil an. Der Berufungsprozess wurde am 27. Februar 1996 eröffnet und nahm nur wenige Stunden in Anspruch. Bereits am kommenden Tag, dem 28. Februar 1996, wurde das Urteil – „Lebenslange Freiheitsstrafe“ – vor dem Obersten Gerichtshof der Slowakei bestätigt.
Ondrej Rigo verbrachte einen Großteil seiner Haftstrafe in einem Gefängnis in Ilava; später wurde er ins gleichnamige Gefängnis nach Leopoldov transferiert. Über seine Zeit im Gefängnis wurde fast nichts bekannt, außer, dass ihn seine Tochter als einziger Mensch regelmäßig besuchte. 2019 – nach 27 Jahren im Gefängnis, wenn man die Untersuchungshaft mit einbezieht – konnte er erstmals einen Antrag auf Haftentlassung stellen, was er auch tat. Für alle beteiligten überraschend zog er den Antrag später wieder zurück; Experten hätten den Antrag keine große Aussicht auf Erfolg beschieden.
Ondrej Rigo starb am 14. Juni 2022 im Alter von 66 Jahren in einem Krankenhaus für Strafgefangene in Trenčín. Die genaue Todesursache wurde nicht bekanntgegeben.